# Куп'єваха (Лубенський район)
Куп'єва́ха —  село в Україні, у Лубенському районі Полтавської області. Населення становить 129 осіб. Колишній орган місцевого самоврядування — Войнихівська сільська рада.

## Географія
Село Куп'єваха знаходиться за 5 км від правого берега річки Сула, на відстані 1 км від села Войниха, за 2 км - село Тернівщина. По селу протікає безіменна річечка. Поруч проходить автомобільна дорога М03.

## Історія
12 червня 2020 року, відповідно до розпорядження Кабінету Міністрів України № 721-р «Про визначення адміністративних центрів та затвердження територій територіальних громад Полтавської області», село увійшло до складу Лубенської міської громади.
19 липня 2020 року, в результаті адміністративно - територіальної реформи та ліквідації Лубенського району(1923-2020), село увійшло до складу новоутвореного Лубенського району.

## Населення
Згідно з переписом УРСР 1989 року чисельність наявного населення села становила 146 осіб, з яких 68 чоловіків та 78 жінок.
За переписом населення України 2001 року в селі мешкало 129 осіб.

### Мова
Розподіл населення за рідною мовою за даними перепису 2001 року:
| Мова       | Відсоток |
| ---------- | -------- |
| українська | 99,22 %  |
| російська  | 0,78 %   |